# 912 Марітіма
912 Марітіма (912 Maritima) — астероїд головного поясу, відкритий 27 квітня 1919 року.
Тіссеранів параметр щодо Юпітера — 3,111.